# Davide Morini
Davide Morini (Milano, 2 maggio 1976) è un lottatore di arti marziali miste, artista marziale, kickboxer italiano, submission wrestling.

## Biografia
Ha iniziato a praticare le Arti Marziali con il Karate Shotokan all'età di 12 anni per poi avvicinarsi allo Yoseikan budo nella scuola milanese del M° William Nicolò.
È stato campione del mondo di Point Fighting Semi Contact e di Yoseikan budo.
Combatte per il Team Kratos Pammachia. La sua scuola e il suo stile attuale, da lui sviluppato, è una fusione di Yoseikan Budo e Pancrazio Pammachia.
Nel 1998 apre la sua prima scuola di combattimento a Milano. Ora vive, si allena e insegna in Trentino, a Rovereto.
Nel 2009 ha esordito combattendo nelle arti marziali miste (MMA), nella categoria dei pesi welter. Dopo una pausa di due anni, nel giugno del 2014 annuncia il suo ritorno del circuito professionale delle arti marziali miste.
I suoi gradi tecnici sono:
- Cintura Nera 3º Dan Yoseikan budo (A.I.Y.B)
- Cintura Nera 4º Dan Kick Boxing (F.I.K.B.M.S.)

### Principali titoli vinti

#### Kick Boxing
- Vincitore di tre Coppe del Mondo Semi contact (1996, 1997 e 2003)
- Campione Mondiale Semi contact 1997 a Danzica (Polonia) Cat –74 kg
- Campione Europeo Semi contact 1998 a Kiev (Ucraina) Cat -74 kg

#### Yoseikan Budo
- Campione Italiano 1995 a Brescia Cat -70 kg
- Campione Italiano 1999 a Verona Cat -75 kg

#### Full Contact Yoseikan
- Vincitore della Coppa Del Mondo Individuali 2000 a Lilla (Francia) Cat -75 kg
- Vincitore della Coppa Del Mondo a Squadre 2000 a Lilla (Francia)
- Vincitore dell’Europa vs Giappone 2001 a Shizuoka (Giappone) per stop arbitrale al 2'30'’ del 1º Round, Cat -75kg

### Risultati nelle arti marziali miste
| Risultato | Record | Avversario           | Metodo                  | Evento               | Data             | Round | Tempo | Città                      | Note                  |
| --------- | ------ | -------------------- | ----------------------- | -------------------- | ---------------- | ----- | ----- | -------------------------- | --------------------- |
| Vittoria  | 3-0-2  | Ismael Foscarini     | Sottomissione (kneebar) | Resa dei conti XV    | 19 maggio 2012   | 1     | 0:53  | Livorno, Italia            |                       |
| Parità    | 2-0-2  | Alex Celotto         | Parità                  | Milano in the Cage 2 | 21 aprile 2012   | 2     | 5:00  | Sesto San Giovanni, Italia |                       |
| Vittoria  | 2-0-1  | Promoz Vrbinc        | KO Tecnico (colpi)      | Fast and furious 3   | 29 gennaio 2011  | 1     | 2:20  | Milano, Italia             | Italia vs Slovenia    |
| Parità    | 1-0-1  | Jason Slattery       | Parità                  | Resa dei conti XII   | 29 novembre 2010 | 3     | 5:00  | Livorno, Italia            | Italia vs Stati Uniti |
| Vittoria  | 1-0    | Michelangelo Toscani | Sottomissione (armbar)  | Resa dei conti XI    | 19 dicembre 2009 | 1     | 4:09  | Livorno, Italia            |                       |